# Franco Berardi
Franco Bifo Berardi (Bolonia, 2 de noviembre de  1948) es un escritor, filósofo y activista izquierdista italiano. Actualmente trabaja como docente en la Universidad de Bolonia y es un referente del movimiento autonomista italiano.
Se graduó en Estética en la Facultad de Filosofía y Letras de la Universidad de Bolonia. Cuando fue estudiante, e influenciado junto con buena parte de su generación por el Mayo francés, participó en el movimiento estudiantil italiano de 1968. Colabora para la revista Loop y Alfabeta2.

## Antecedentes
Fue fundador y colaborador de Radio Alice y colaborador de la revista A/Traverso entre 1975 y 1981. En 1978 llega a Nueva York huyendo del triunfo del neoliberalismo en Italia y en el 2000 publica La fábrica de la infelicidad. En 2002 fundó TV Orfeo, la primera televisión comunitaria italiana. Desde siempre ha sido un entusiasta de la relación entre tecnología y formas estéticas.

## Trabajo creativo y activismo
En 1962, a los trece años, Berardi se convirtió en miembro de la Federación de la Juventud Comunista Italiana, pero fue expulsado por "faccionalismo". Participó en los eventos de mayo del 68 en la Universidad de Bolonia, donde se licenció en Estética. En ese tiempo, se unió al grupo extraparlamentario Potere Operaio y conoció a Antonio Negri. Berardi fundó la revista A/traverso en 1975 y trabajó con la revista hasta 1981, cuando alcanzó su punto culminante de publicación. También formó parte del personal de Radio Alice, la primera estación de radio pirata gratuita en Italia, de 1976 a 1978.
Como otros involucrados en el movimiento político de la Autonomía en Italia durante la década de 1970, Berardi huyó a París, donde trabajó con Félix Guattari en el campo del esquizoanálisis. Durante la década de 1980, colaboró en las revistas Semiotexte (Nueva York), Chimeres (París), Metropoli (Roma) y Musica 80 (Milán). Durante la década de 1990 publicó Mutazione e Ciberpunk (Génova, 1993), Cibernauti (Roma, 1994) y Félix (Roma, 2001). También ha colaborado con artistas como Warren Neidich y publicaciones como e-flux en el campo de las artes contemporáneas. Trabajó con la revista Derive Approdi, fue cofundador de e-zine rekombinant.org y del movimiento telestreet, fundando el canal Orfeo TV.

## Actualidad
Luego de haber sido promotor de la emisora pirata Radio Alice, vivió en París, donde conoció a Guattari. Se desempeña como docente de Historia Social de los Medios en la Academia de Brera. Ha editado varios ensayos vinculados con el capitalismo posindustrial.  

## Libros publicados en castellano
- 2001 - Félix. Narración del encuentro con el pensamiento de Guattari, cartografía visionaria del tiempo que viene. Buenos Aires: Cactus (2013)
- 2003 - La fábrica de la infelicidad. Madrid: Traficante de Sueños (2a ed. 2015)
- 2009 - Generación post alfa: patologías e imaginarios en el semiocapitalismo. Buenos Aires: Tinta Limón (2016)
- 2009 - El trabajo del alma. De la alienación a la autonomía. Buenos Aires: Cruce Casa Editora (2016)
- 2011 - Después del futuro. Madrid: Enclave de Libros (2014)
- 2012 - La sublevación. México: Surplus Ediciones; Buenos Aires: Hekht (2014)
- 2015 - Héroes. Asesinato masivo y suicidio. Madrid: Akal (2016)
- 2016 - Fenomenología del fin. Sensibilidad y mutación conectiva. Buenos Aires: Caja Negra (2018)
- 2017 - Futurabilidad. La era de la impotencia y el horizonte de la posibilidad. Buenos Aires: Caja Negra (2019)
- 2019 - Respirare. Caos y poesía. Buenos Aires: Prometeo (2020)
- 2020 - Autómata y caos. Madrid: Enclave de libros; Buenos Aires: Hekht
- 2020 - El umbral. Crónicas y meditaciones. Buenos Aires: Tinta Limón
- 2021 - La segunda venida: neorreaccionarios, guerra civil global y el día después del Apocalipsis. Buenos Aires: Caja Negra
- 2023 - Medio siglo contra el trabajo. Canon bífido. Madrid: Traficantes de sueños; Buenos Aires: Tinta Limón
- 2023 - Últimos fulgores de la modernidad. Trabajo, técnica y movimiento en el laboratorio de Potere Operaio. Madrid: Traficantes de Sueños (2024)